# Andrena aruana
Andrena aruana är en biart som beskrevs av Warncke 1967. Andrena aruana ingår i släktet sandbin, och familjen grävbin. Inga underarter finns listade i Catalogue of Life.